# Henioloba bifacis
Henioloba bifacis är en fjärilsart som beskrevs av Diakonoff 1973. Henioloba bifacis ingår i släktet Henioloba och familjen vecklare. Inga underarter finns listade i Catalogue of Life.